# Michal Jelínek
Michal Jelínek (* 17. října 1949) je bývalý český fotbalista, útočník. Po skončení aktivní kariéry působil jako trenér.

## Fotbalová kariéra
V lize hrál za Škodu Plzeň. Ve druhé lize nastoupil za TJ SU Teplice v 9 utkáních a dal 6 gólů.

## Ligová bilance
| Ročník                                   | Zápasy | Góly | Minuty | Klub        |
| ---------------------------------------- | ------ | ---- | ------ | ----------- |
| 1. československá fotbalová liga 1976/77 | 26     | 15   | 2 028  | Škoda Plzeň |
| 1. československá fotbalová liga 1977/78 | 21     | 10   | 1 688  | Škoda Plzeň |
| 1. československá fotbalová liga 1978/79 | 3      | 0    | 270    | Škoda Plzeň |
| CELKEM 1. liga                           | 50     | 25   | 3 986  |             |

## Trenérská kariéra
Jako asistent působil ve Spartě v sezóně 1983/84 a v Bohemians v sezónách 1985/86 a 1986/87. Jako hlavní trenér vedl mj. RH Cheb v sezóně 1987/88 a Duklu Praha v sezóně 1991/92.